# A Balsa
Pour les articles homonymes, voir Balsa (homonymie).
A Balsa en galicien (nom officiel), ou Balsa en espagnol, est une des trois localités de la parroquia de San Breixo da Balsa (gl), dans la commune de Triacastela, comarque de Sarria, province de Lugo, communauté autonome de Galice, au nord-ouest de l'Espagne.
Cette localité est une halte sur une variante pédestre du Camino francés du Pèlerinage de Saint-Jacques-de-Compostelle.

## Patrimoine et culture

### Pèlerinage de Compostelle
Sur une variante pédestre du Camino francés du Pèlerinage de Saint-Jacques-de-Compostelle, on vient de Triacastela, chef-lieu de la commune du même nom.
La prochaine localité traversée est San Xil, dans la même commune de Triacastela.